# Flintoconis petorcana
Flintoconis petorcana är en insektsart som beskrevs av György Sziráki 2007. Flintoconis petorcana ingår i släktet Flintoconis och familjen vaxsländor. Inga underarter finns listade i Catalogue of Life.